# Río Segundo megye
Río Segundo egy megye Argentínában, Córdoba tartományban. A megye székhelye Villa del Rosario.

## Települések
Önkormányzatok és települések (Municipios y comunas)
- Calchín
- Calchín Oeste
- Capilla del Carmen
- Carrilobo
- Colazo
- Colonia Videla
- Costa Sacate
- Impira
- Laguna Larga
- Las Junturas
- Los Chañaritos
- Luque
- Manfredi
- Matorrales
- Oncativo
- Pilar
- Pozo del Molle
- Rincón
- Río Segundo
- Santiago Temple
- Villa del Rosario